# Old Dads
Old Dads är en amerikansk komedifilm från 2023. Filmen är regisserad av Bill Burr, efter ett manus skrivet av Burr och Ben Tishler. Filmen hade premiär den 20 oktober 2023 på strömningstjänsten Netflix.

## Handling
Filmen kretsar kring tre medelålders bästa vänner som säljer sitt företag till en person tillhörande generation Y då de känner att de inte hänger med samhällets och teknikens snabba förändringar.

## Rollista (i urval)
- Bill Burr - Jack Kelly
- Bobby Cannavale - Connor Brody
- Bokeem Woodbine - Mike Richards
- Katie Aselton - Leah Kelly
- Reign Edwards - Britney
- Erin Wu - Diamelle
- Miles Robbins - Aspen Bell
- Jackie Tohn - Cara Brody
- Rachael Harris - Dr. Lois Schmieckel-Turner
- Dash McCloud - Nate Kelly
- Dominic Grey Gonzalez - Colin Brody
- Rick Glassman - Hunter Lewis